# 鳥取県道290号八橋宮木線
鳥取県道290号八橋宮木線（とっとりけんどう290ごう やばせみやきせん）は、鳥取県東伯郡琴浦町を通る一般県道である。

## 概要
東伯郡琴浦町大字八橋から東伯郡琴浦町大字宮木に至る。1995年（平成7年）3月28日に鳥取県告示第275号で認定されながらいまだに区域決定がなされていない。

### 路線データ
- 起点：東伯郡琴浦町大字八橋
- 終点：東伯郡琴浦町大字宮木（鳥取県道289号船上山赤碕線交点）
- 総延長：区域未決定のため0 m

## 歴史
- 1995年（平成7年）3月28日 - 鳥取県告示第275号により鳥取県道290号八橋宮木線として認定される[1]

## 地理

### 通過する自治体
- 東伯郡琴浦町

### 交差する道路
| 交差する道路                      | 交差する場所 | 交差する場所 |
| --------------------------------- | ------------ | ------------ |
| 鳥取県道289号船上山赤碕線‘’未供用 | 大字宮木     | 終点         |